# Kamianske
Kamianske (em ucraniano:  Кам'янське; de 1936 até 2016: Dniprodzerzhynsk, em ucraniano:  Дніпродзержи́нськ) é uma cidade situada na região central da Ucrânia, situada no Oblast de Dnipropetrovsk. Tem 138 km² de área e sua população em 2020 foi estimada em 231.915 habitantes.
A base econômica de Kamianske é, em sua maioria, centrada na indústria siderúrgica e na indústria química.